# Basílica de Netuno
A Basílica de Netuno (em latim: basilica Neptuni) foi uma basílica construída em Roma por Marco Vipsânio Agripa em honra de Netuno e em celebração de suas vitórias navais em Milas, Nauloco e Ácio. Perto do local do Panteão, seus restos foram restaurados sob Adriano para um uso desconhecido. O Templo de Adriano já foi identificado erroneamente com a basílica.
Foi parte dos trabalhos de construção no Campo de Marte entre 33 e 25 a.C., possivelmente financiados pelas receitas da campanha de Otaviano na Ilíria entre 35 e 33 a.C. O projeto também incluiu o Panteão, a Septa Júlia e as Termas de Agripa.

## Localização
Mencionado no Catálogo das Regiões para a IX Região – Circo Flamínio, a basílica está situada no Campo de Marte. É parte de um grande complexo construído por Agripa e se situa entre as Termas de Agripa ao sul e o Panteão ao norte. Fica ao lado oeste do Pórtico dos Argonautas (Porticus Argonautarum) edificado no mesmo ano por Agripa.
- Basílica de Netuno, restos do Pórtico dos Argonautas e Panteão.
- Maquete de Italo Gismondi: Panteão, Basílica de Netuno e Termas de Agripa, Septa Júlia, Ísis e Serápis.

## História
A Basílica de Netuno fazia parte do projeto de construção que envolvia o Campo de Marte e que foi levado adiante por Marco Vipsânio Agripa e Augusto entre 33 a.C. (ano em que Agripa assumiu a edilidade) e 25 a.C., provavelmente financiado com as receitas da campanha militar de Otaviano na Ilíria (35–33 a.C.). Tal projeto de construção, visava a dotar a cidade de estruturas públicas de alto nível, incluindo, outros além da basílica, também o Panteão, a Septa Júlia e as Termas de Agripa. Agripa era um amigo pessoal de Augusto, seu genro e seu general: nesta última função ele tinha reportado três importantes vitórias navais para o futuro imperador (a batalha de Milas e Nauloco contra o partido senatorial e a Batalha de Ácio contra Marco Antônio e Cleópatra VII), e foi portanto particularmente grato ao deus do mar Netuno.
Segundo Dião Cássio, que na sua História Romana chama a basílica com o nome grego de estoa de Posídon, foi construída em 25 a.C.; a basílica foi destruída durante o incêndio de Roma em 79, sob Tito.
Sob Adriano foi apresentada para uma radical restauração, juntamente ao Panteão e os outros edifícios. A forma atual da basílica é aquela de Adriano. Como muitos dos monumentos da Roma Antiga, durante a Idade Média e a Renascença caiu em ruínas, seja pela falta de manutenção seja por espoliação. No século XIII o teto desabou, o Papa Nicolau V a despojou da decoração para ornar o Vaticano, no século XVI a Academia Eclesiástica foi construída com materiais trazidos da basílica.

## Descrição
Sob os planos de origem, antes da modificação feita por Adriano, a basílica não tocava o Panteão, os dois edifícios eram separados por uma praça circular, ocupada mais tarde pelo rotundo do Panteão de Adriano. De acordo com a reconstrução proposta pelo arquiteto do século XVI Andrea Palladio, a basílica era um grande edifício retangular cujos longos lados são escavações de nichos com ao centro um grande êxedra. A abóboda do grande salão central é suportada por oito colunas coríntias. Depois da reconstrução e a mudança de orientação do Panteão por Adriano, a basílica torna-se adjacente ao novo monumento, adjacente à rotunda. A basílica abrigou talvez a biblioteca do Panteão mencionada pelos autores antigos.

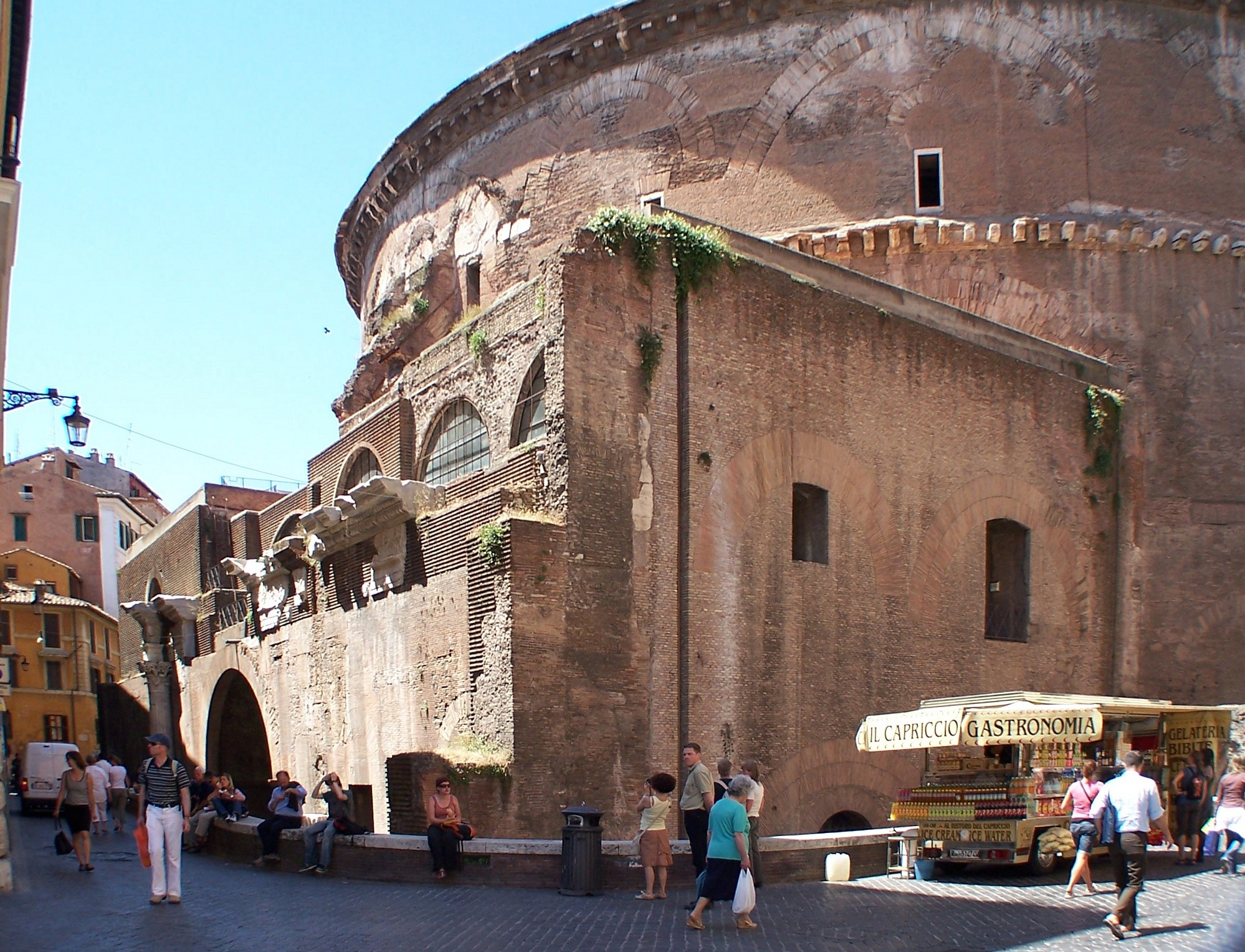
Localização dos fragmentos da basílica, atrás do Panteão.
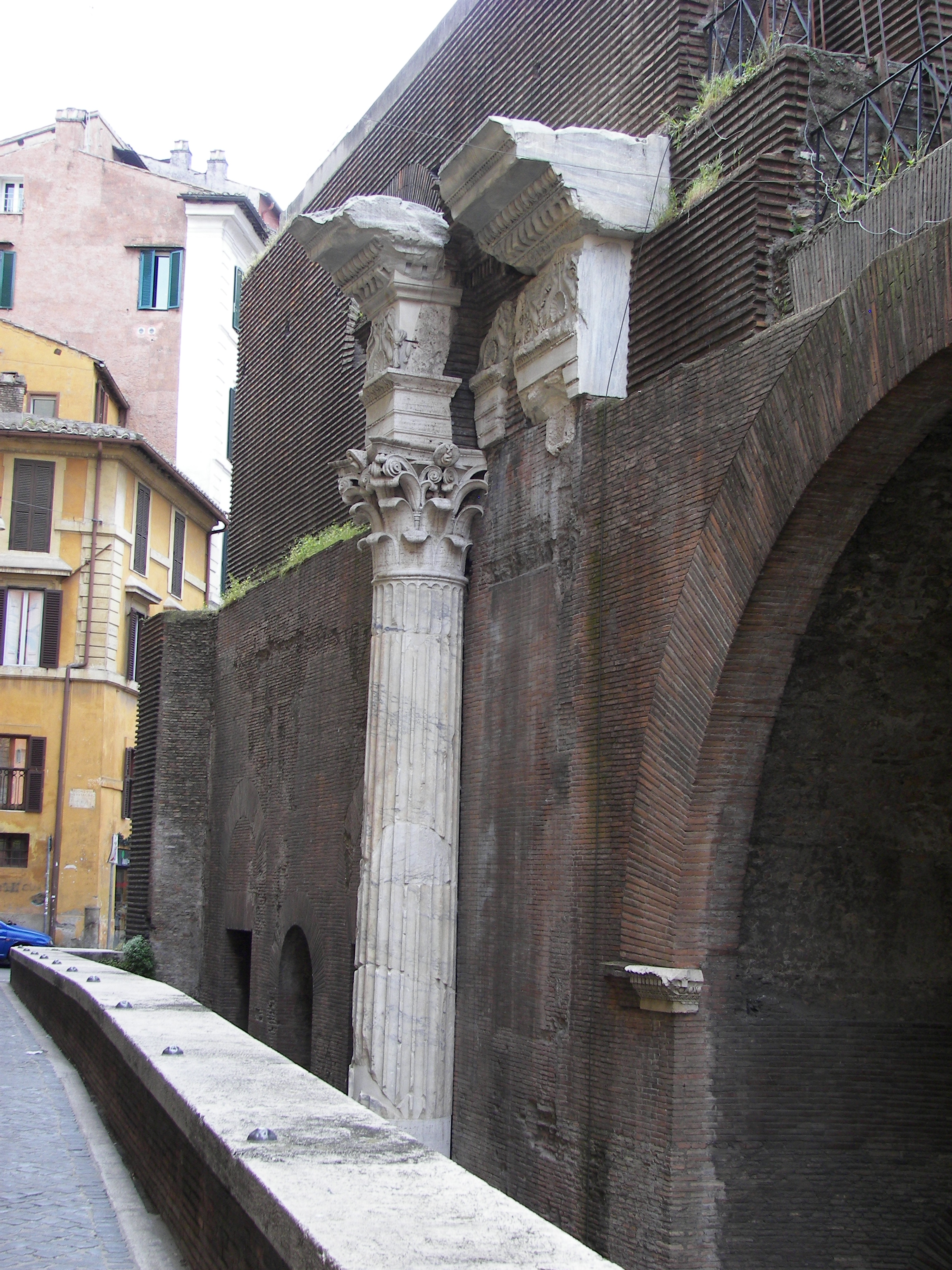
Restos da basílica atrás do Panteão.
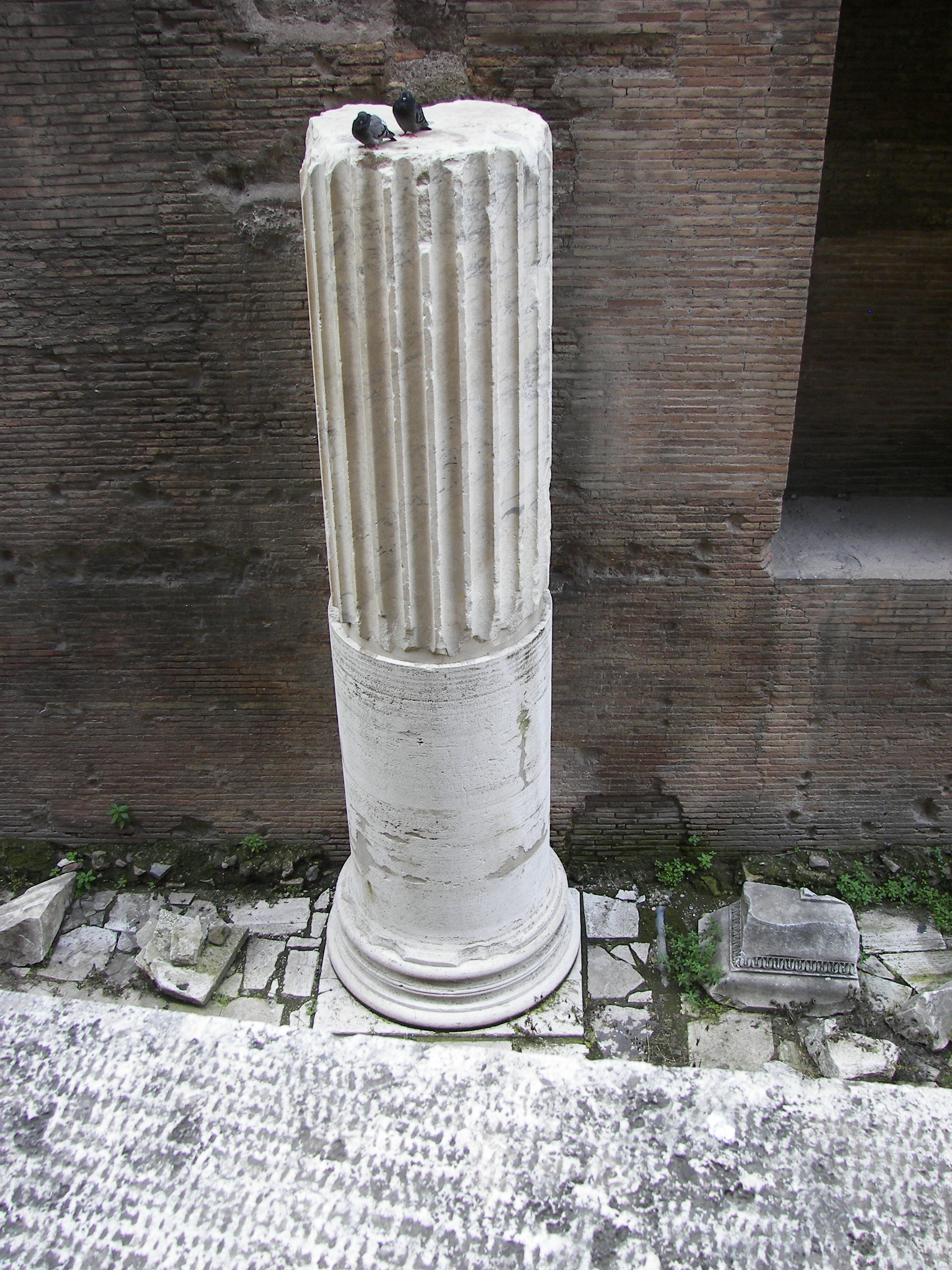
Base e fragmento de uma das oito colunas coríntias do salão central.
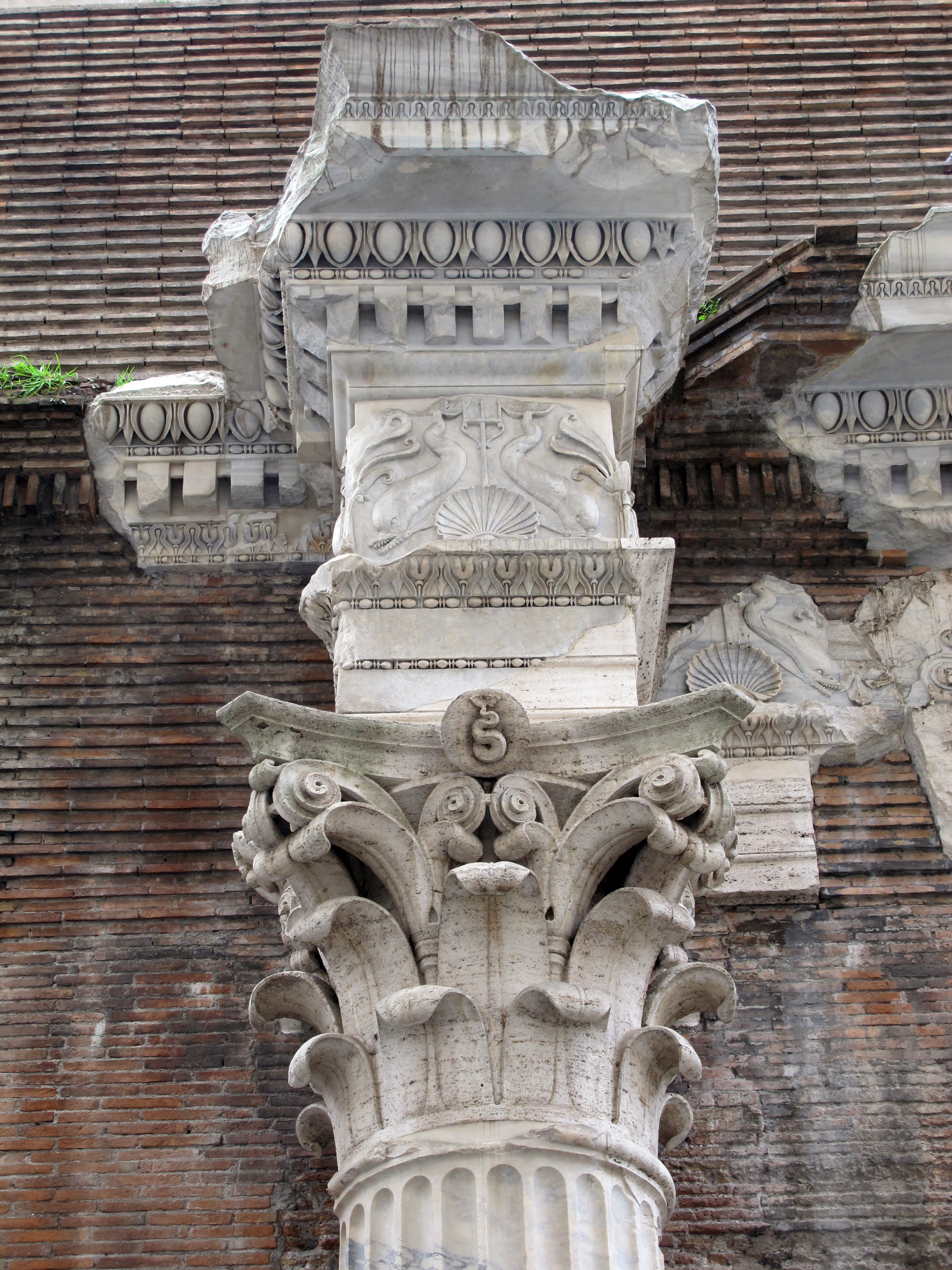
Detalhe do entablamento e um capitel coríntio.

## Estrutura e decoração

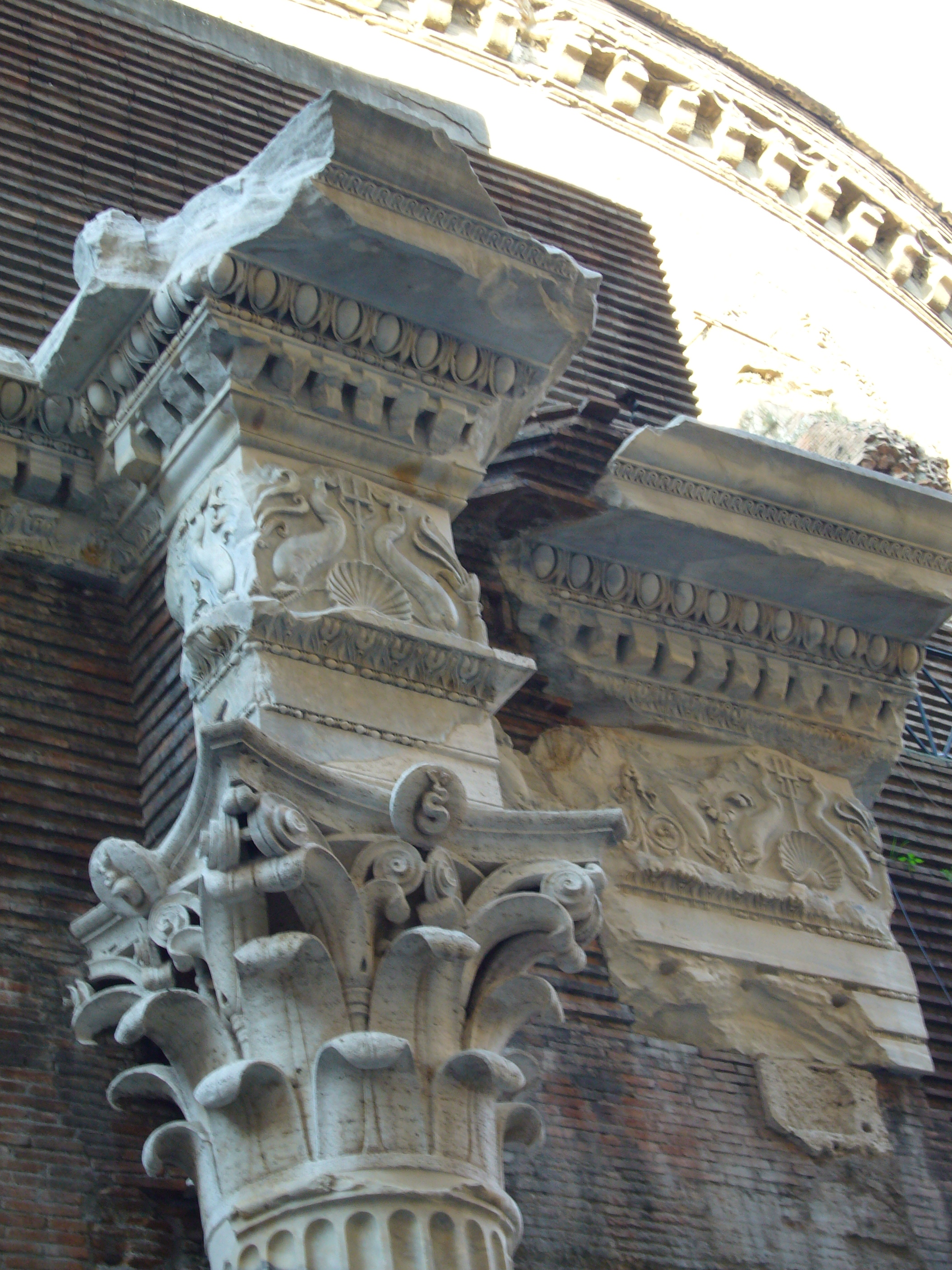
Restos de sua decoração, incluindo elementos marítimos

A estrutura da Basílica de Netuno é muito mais semelhante aos salões centrais das termas imperiais que não eram as clássicas basílicas civis romanas, assemelhando neste muito uma mais tardia Basílica de Magêncio. A construção, em tijolo, e o estilo ressalta à época de Adriano, mas a basílica alcança o nível, mais baixo, da época de Augusto.
A planta, atestada por desenhos de Andrea Palladio e confirmada por escavações arqueológicas, era retangular, com dois nichos retangulares praticados nos lados curtos e dois profundos absides semicirculares nos lados longos, intercalados com nichos semicirculares muito pequenos. A cobertura era composta de três abóbadas em cruzaria, suportadas por quatro colunas coríntias por lado, que tiveram um friso decorado com temas marítimos.
Não há aberturas na parede que dividam a basílica do Panteão; o ingresso principal era provavelmente ao sul, atrás das Termas de Agripa, mas é possível que não houvesse aberturas nos lados curtos, considerando ainda que aquele ao leste seria aberta para o Pórtico dos Argonautas da Septa Júlia de Agripa mesmo.
Um longo friso de mármore com golfinhos provenientes da basílica foi transportado para Pisa na Idade Média e tornou-se a retaguarda de um obstáculo finalmente embutido: hoje se encontra no Museo dell'Opera del Duomo de Pisa.